# Botnsfjall (berg i Island, Västlandet)
Botnsfjall är ett berg i republiken Island. Det ligger i regionen Västlandet, 110 km nordväst om huvudstaden Reykjavík. Toppen på Botnsfjall är 510 meter över havet.
Närmaste större samhälle är Ólafsvík, omkring 11 kilometer norr om Botnsfjall. Trakten runt Botnsfjall består i huvudsak av gräsmarker.